# John Lindström (konstnär)
John Kristian Lindström, född 27 april 1899 i Rone på Gotland, död 4 mars 1985, var en svensk målare, tecknare och målarmästare.
Han var son till hemmansägaren Johan Lindström och gift 1931 med postbiträdet Fanny Charlotta Thomsson. Han studerade konst för David Ahlqvist och vid Tekniska skolan i Visby i övrigt självstudier med en studieresa till Paris 1951. Tillsammans med Malte Fredriksson och Ville Waldener ställde han ut på Rådhuset i Visby 1951. Han medverkade i ett flertal samlingsutställningar med Visby konstförening och en utställning med Gotländska tecknare samt i en vandringsutställning med Gotländsk konst. I sin konst målade han nästan uteslutande motiv från Gotland och Fårö i en naturalistisk stil utförda i olja eller blyerts- och tuschteckningar. Lindström är begravd på Visby norra kyrkogård.